# Gojong
Gojong (Palacio Unhyeon, 8 de septiembre de 1852-Palacio Deoksu, 21 de enero de 1919) fue el último rey de Joseon y primer emperador de Corea.
Sucedió a Cheoljong en 1863, bajo la regencia de su padre, Taiwon. Durante su reinado inició el avasallaje de Corea hacia Japón. Gojong se dio a la tarea de modernizar a su país, que estaba siendo sometido por la influencia japonesa. Entre sus asesores tuvo al diplomático prusiano Paul Georg von Möllendorff. Apoyó a los rusos durante la guerra ruso-japonesa y al término, fue aprehendido por los japoneses, quienes lo liberaron en 1906, año en que firmó un tratado de colaboración con el presidente mexicano Porfirio Díaz. Ese año, dos mil coreanos fueron contratados en el puerto de Incheon, para trabajar en las haciendas henequeneras de Yucatán junto a yaquis y mayas. El emperador Gojong fue presionado en 1907 por Japón para que aceptara su protectorado. Buscó ayuda de China y el 2 de enero celebró una entrevista con el emperador Guangxu. Sin embargo, las fuerzas chinas y coreanas apenas pudieron repeler a los japoneses en Busan e Incheon. Gojong, que se negaba a firmar el acuerdo por el cual le era concedido el protectorado sobre Corea a Japón, fue destituido en febrero de 1907. Su hijo, Sunjong, le sucedió en el poder. Falleció en el Palacio Deoksu, en Seúl, en 1919.

## Ancestros
|  |                                                       |  |  |  |  |  |  |  |  |  |  |  |  |  |  |  |
|  | Yi Chin-ik                                            |  |  |  |  |  |  |  |  |  |  |  |  |  |  |  |
|  |                                                       |  |  |  |  |  |  |  |  |  |  |  |  |  |  |  |
|  |                                                       |  |  |  |  |  |  |  |  |  |  |  |  |  |  |  |
|  | Yi Byeong-won                                         |  |  |  |  |  |  |  |  |  |  |  |  |  |  |  |
|  |                                                       |  |  |  |  |  |  |  |  |  |  |  |  |  |  |  |
|  |                                                       |  |  |  |  |  |  |  |  |  |  |  |  |  |  |  |
|  | Príncipe Namyeon                                      |  |  |  |  |  |  |  |  |  |  |  |  |  |  |  |
|  |                                                       |  |  |  |  |  |  |  |  |  |  |  |  |  |  |  |
|  |                                                       |  |  |  |  |  |  |  |  |  |  |  |  |  |  |  |
|  | Heungseon Daewongun, Gran Príncipe Regente de Hŭngsŏn |  |  |  |  |  |  |  |  |  |  |  |  |  |  |  |
|  |                                                       |  |  |  |  |  |  |  |  |  |  |  |  |  |  |  |
|  |                                                       |  |  |  |  |  |  |  |  |  |  |  |  |  |  |  |
|  | Min Gyeong-hyeok                                      |  |  |  |  |  |  |  |  |  |  |  |  |  |  |  |
|  |                                                       |  |  |  |  |  |  |  |  |  |  |  |  |  |  |  |
|  |                                                       |  |  |  |  |  |  |  |  |  |  |  |  |  |  |  |
|  | Lady Min Yŏhŭng                                       |  |  |  |  |  |  |  |  |  |  |  |  |  |  |  |
|  |                                                       |  |  |  |  |  |  |  |  |  |  |  |  |  |  |  |
|  |                                                       |  |  |  |  |  |  |  |  |  |  |  |  |  |  |  |
|  | Emperador Gojong de Corea                             |  |  |  |  |  |  |  |  |  |  |  |  |  |  |  |
|  |                                                       |  |  |  |  |  |  |  |  |  |  |  |  |  |  |  |
|  |                                                       |  |  |  |  |  |  |  |  |  |  |  |  |  |  |  |
|  | Min Baek-sul                                          |  |  |  |  |  |  |  |  |  |  |  |  |  |  |  |
|  |                                                       |  |  |  |  |  |  |  |  |  |  |  |  |  |  |  |
|  |                                                       |  |  |  |  |  |  |  |  |  |  |  |  |  |  |  |
|  | Min Dan-hyon                                          |  |  |  |  |  |  |  |  |  |  |  |  |  |  |  |
|  |                                                       |  |  |  |  |  |  |  |  |  |  |  |  |  |  |  |
|  |                                                       |  |  |  |  |  |  |  |  |  |  |  |  |  |  |  |
|  | Min Chi-Ku                                            |  |  |  |  |  |  |  |  |  |  |  |  |  |  |  |
|  |                                                       |  |  |  |  |  |  |  |  |  |  |  |  |  |  |  |
|  |                                                       |  |  |  |  |  |  |  |  |  |  |  |  |  |  |  |
|  | Lee Ok de Deokheung                                   |  |  |  |  |  |  |  |  |  |  |  |  |  |  |  |
|  |                                                       |  |  |  |  |  |  |  |  |  |  |  |  |  |  |  |
|  |                                                       |  |  |  |  |  |  |  |  |  |  |  |  |  |  |  |
|  | Lady Yi, Princesa de Deokheung                        |  |  |  |  |  |  |  |  |  |  |  |  |  |  |  |
|  |                                                       |  |  |  |  |  |  |  |  |  |  |  |  |  |  |  |
|  |                                                       |  |  |  |  |  |  |  |  |  |  |  |  |  |  |  |
|  | Gran Lady Min Yŏhŭng                                  |  |  |  |  |  |  |  |  |  |  |  |  |  |  |  |
|  |                                                       |  |  |  |  |  |  |  |  |  |  |  |  |  |  |  |
|  |                                                       |  |  |  |  |  |  |  |  |  |  |  |  |  |  |  |

| Predecesor: Cheoljong de Joseon        | Rey de Corea 1863 - 1897       | Sucesor: Él mismo como emperador de Corea |
| Predecesor: Él mismo como rey de Corea | Emperador de Corea 1897 - 1907 | Sucesor: Emperador Sunjong                |